# Wilhelm Ziegler (Politiker)
Wilhelm Christian Friedrich Gerhard Ziegler (* 22. April 1805 in Hanau; † 15. August 1878 ebenda) war ein deutscher Politiker im Kurfürstentum Hessen und nach 1866 in der preußischen Provinz Hessen-Nassau. Er war zwischen 1838 und 1866 mehrmals Mitglied des kurhessischen Landtags und von 1867 bis 1870 Abgeordneter im Preußischen Landtag.

## Leben
Wilhelm Ziegler war der Sohn des Steuerinspektors Ludwig Jacob Ziegler und dessen Ehefrau Wilhelmine Friederike Feyh. Als Rentier musste er keiner regelmäßigen Erwerbsarbeit nachgehen. In der Hanauer Bürgergarde hatte er Führungspositionen, war von 1837 bis 1839 Regimentsadjutant, bis 1840 Kommandeur des zweiten Bataillons und danach Regimentskommandant.
1838 wurde er erstmals in die Kurhessische Ständeversammlung gewählt, deren Mitglied er erneut 1845–1846 und 1847–1848 war. Nach dem Oktroy einer neuen Verfassung, die ein Zweikammerparlament schuf, gehörte Ziegler von 1855 bis zu dessen endgültiger Auflösung 1866 der Zweiten Kammer des kurhessischen Landtages an und war von 1860 bis 1863 deren Vizepräsident. Daneben engagierte er sich in der Kommunalpolitik und war von 1846 bis 1850 Mitglied des Hanauer Stadtrates und von 1855 bis 1857 Mitglied des Hanauer Bezirksrates.
Nach der Annexion Kurhessens durch Preußen infolge des Deutsch-Deutschen Krieges 1866 hatte Ziegler von 1867 bis 1870 als Vertreter des Wahlkreises Kassel 14 (Hanau) einen Sitz im Preußischen Abgeordnetenhaus, wo er der Fraktion der Nationalliberalen angehörte. Im Kurhessischen Kommunallandtag des Regierungsbezirks Kassel war er von 1868 bis 1877 als Abgeordneter für die Stadt Hanau einer der Vertreter aus dem Stand der Städte.
Ziegler heiratete 1845 in Hanau Ottilia Martha Boedicker, die aus Homberg (Efze) kam und 15 Jahre jünger als er war.